# Quenstedt
Quenstedt ist ein Ortsteil der Stadt Arnstein im Landkreis Mansfeld-Südharz in Sachsen-Anhalt (Deutschland).

## Geografie
Quenstedt liegt rund sechs Kilometer südlich von Aschersleben an der B 180.

## Geschichte
Der Ort wurde das erste Mal im Jahre 992 urkundlich als Quenstedi erwähnt und gehörte damals dem Schwabengau an, wie auch das Kirchensiegel mit dem Schriftzug „Swaven Quenstedti“, was so viel wie Schwaben Quenstedt bedeutet, belegt.
Am 1. Januar 2010 schlossen sich die bis dahin selbstständigen Gemeinden Quenstedt, Alterode, Bräunrode, Greifenhagen, Harkerode, Stangerode, Sylda, Ulzigerode und Welbsleben sowie die Stadt Sandersleben (Anhalt) zur neuen Stadt Arnstein zusammen. Die Verwaltungsgemeinschaft Wipper-Eine, zu der Quenstedt gehörte, wurde aufgelöst.

## Politik

### Bürgermeister
Der letzte Bürgermeister der Gemeinde Quenstedt war Georg Lakomy (CDU).

### Wappen
Blasonierung: „In Grün der Oberkörper eines Bischofs mit rotem Gewand und roter Bischofsmütze, in der Rechten eine silberne Gans, in der Linken einen silbernen Krummstab haltend, umgeben von einer vierbogenförmigen goldenen Glorie.“
Das Wappen wurde 1995 vom Magdeburger Kommunalheraldiker Jörg Mantzsch gestaltet.

## Gedenkstätten
- Sammelgrab mit Gedenkstein auf dem Ortsfriedhof für sechs Häftlinge aus dem KZ Langenstein-Zwieberge, einem Außenlager des KZ Buchenwald, die bei einem Todesmarsch im April 1945 von SS-Männern ermordet wurden, sowie für zwei unbekannte Kriegsgefangene, die während des Zweiten Weltkrieges Opfer von Zwangsarbeit wurden

- Die Reformationslinde wurde der Legende nach 1520 anlässlich der Einführung der Reformation in der Gemeinde zur Erinnerung an das heilige Abendmahl gepflanzt. Am 31. Oktober 1897 wurde eine entsprechende Gedenktafel angebracht.[3]

## Archäologie

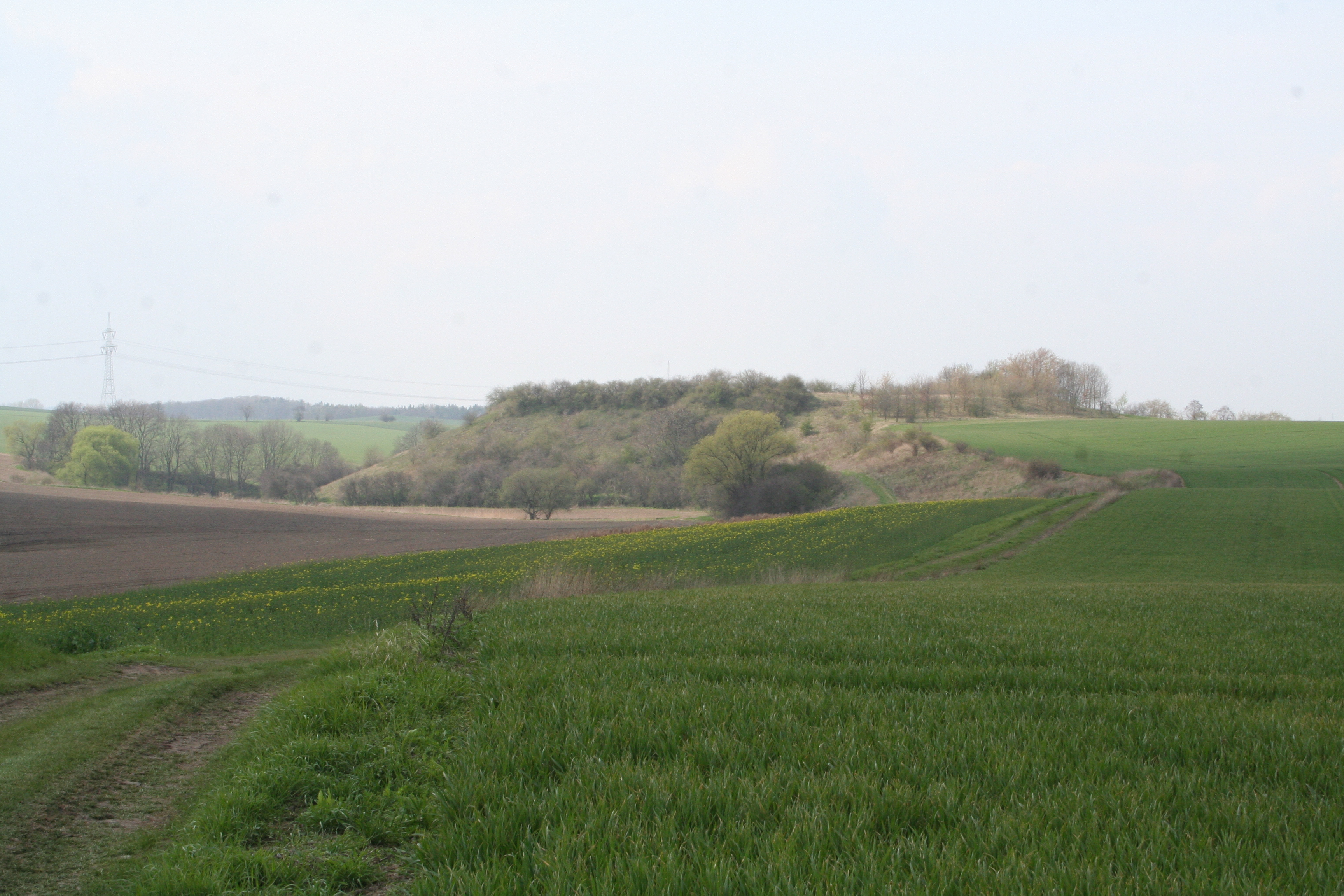
Blick von Süden auf die Schalkenburg

In der Archäologie ist der Ort auf Grund der 800 m südwestlich des Ortes gelegenen Schalkenburg, einem mehrperiodigen Fundplatz der vom Neolithikum bis zur Eisenzeit besiedelt war, eine große Bekanntheit. Neben einer Ringanlage der Stichbandkeramik wurde auf dem Bergsporn eine Siedlung der Bernburger Kultur sowie eine Burganlage der späten Bronzezeit bis frühen Eisenzeit vollständig archäologisch untersucht.
Weniger bekannt ist die nordöstlich des Ortes gelegene römerzeitliche Kammacherwerkstatt deren Ausgrabung 1935 von Paul Grimm dokumentiert wurde und der im Zentrum des Ortes gelegene Grabhügel aus der Schnurkeramik.

## Persönlichkeiten
- Gregorius Luppe (1582–1636), Oberstadtschreiber, Syndikus und bürgerlicher Rittergutsbesitzer
- Friedrich Reinhold Jahns (1857–1934), Bergingenieur und Bergwerksdirektor in Saarbrücken
- Hans Joachim Störig (1915–2012), Sachbuchautor und Lexikograph ("Der große Störig")
- Otto Teutloff (1931–2005), Heimatmaler und Illustrator.[6] Vor dem Quenstedter Dorfgemeinschaftshaus erinnert ein Gedenkstein an den ersten Ehrenbürger des Ortes.[7]